# Cercle de Cultura
El Cercle de Cultura és una organització privada de Barcelona, establerta el 2010, amb l'objectiu d'esdevenir un espai de diàleg i de debat a favor de la cultura i la seva més gran presència i reconeixement en la vida social catalana, segons el teu text fundacional.

## Història
Després d'un parell d'intents fallits el 1996 i el 2004, finalment l'entitat es va crear el 30 de setembre de 2010 al Cercle d'Economia, amb l'editor Pere Vicens com a primer president. A la primera junta hi havia Ferran Mascarell i Xavier Bru de Sala com a vice-presidents. També Daniel Martínez, Toni Cruz i Anna Veiga, entre d'altres. El projecte va néixer amb el suport del Cercle d’Economia. El 2012 va impulsar una Declaració de Catalunya per la Cultura.
Al llarg de la seva història ha organitzat diversos debats estratègics sobre els reptes del sector a Catalunya.
Els presidents han estat Pere Vicens, Francesc Bellmunt i Segimon Borràs. Des de 2021, l'actual president és Jordi Pardo, director general de la Fundació Pau Casals.